# Флаг Могилёвской области
Флаг Могилёвской области (бел. Сцяг Магілёўскай вобласці) — официальный символ Могилёвской области Беларуси. Утверждён указом Президента Республики Беларусь № 1 от 3 января 2005 года.
Флаг представляет собой прямоугольное полотнище красного цвета с соотношением сторон 1:2, в центре лицевой стороны которого — изображение герба Могилёвской области.